# Tiny Music... Songs from the Vatican Gift Shop
Albums de Stone Temple Pilots
Purple
(1994) N°4
(1999)
Singles
1. "Big Bang Baby"
Sortie : 19 mars 1996
2. "Trippin' on a Hole...."
Sortie : 3 juillet 1996
3. "Lady Picture Show"
Sortie : 6 novembre 1996

Tiny Music… Songs from the Vatican Gift Shop est le troisième album studio du groupe de rock alternatif américain Stone Temple Pilots, il est sorti le 26 mars 1996 sur le label Atlantic Records et a été produit par Brendan O'Brien.

## Historique
Mai 1995, Scott Weiland est arrêté pour possession d'héroïne et cocaïne devant un motel à Pasadena et le groupe est au bord de la rupture lorsque Weiland s'attaque à un projet parallèle appelé « The Magnificient Bastards ». Après un titre, Mockingbird Girl, enregistré pour la bande son du film Tank Girl et un autre, How Do You Sleep?, pour l'album hommage Working Class Hero: A Tribute to John Lennon et une cure de désintoxication, Scott Weiland rejoint le reste des musiciens de STP pour commencer l'enregistrement du troisième album.
En octobre 1995, le groupe s'isole dans un ranch dans la vallée de Santa Inez dans le Comté de Santa Barbara avec le producteur Brendan O'Brien et commencent l'enregistrement de l'album. Il se termina en janvier 1996 et l'album sortira deux mois plus tard.
Le son de cet album sera radicalement différents de celui des deux premiers albums. Il sera plus pop dans les mélodies et les riffs, et Stephen Thomas Erlewine, dans sa critique de l'album, pour AllMusic, y notera des accents psychédéliques, jangle pop et shoegazing. La tournée de promotion de cet album ne se fera pas, Scott Weiland étant incapable de répéter et de se produire en public à cause de sa dépendance aux drogues ce qui entrainera la séparation du groupe jusqu'en 2003.
Aux États-Unis, cet album se classa à la 4e place du Billboard 200 où il sejournera pendant 50 semaines et se vendra à plus de deux millions d'exemplaires. Les trois singles tirés de cet album seront aussi classés dans différents charts du Billboard Magazine.

## Liste des titres
| No  | Titre                               | Auteur        | musique             | Durée |
| --- | ----------------------------------- | ------------- | ------------------- | ----- |
| 1.  | Press Play (instrumental)           |               | Stone Temple Pilots | 1:08  |
| 2.  | Pop's Love Suicide                  | Scott Weiland | Dean DeLeo          | 3:40  |
| 3.  | Tumble in the Rough                 | Weiland       | Weiland             | 3:18  |
| 4.  | Big Bang Baby                       | Weiland       | Robert De Leo       | 3:21  |
| 5.  | Lady Picture Show                   | Weiland       | R. DeLeo            | 4:06  |
| 6.  | And So I Know                       | Weiland       | R. DeLeo            | 3:56  |
| 7.  | Trippin' On a Hole in a paper Heart | Weiland       | Eric Kretz          | 2:54  |
| 8.  | Art School Girl                     | Weiland       | R. DeLeo            | 3:32  |
| 9.  | Adhesive                            | Weiland       | R. DeLeo            | 5:31  |
| 10. | Ride the Cliché                     | Weiland       | D. DeLeo            | 3:15  |
| 11. | Daisy (instrumental)                |               | R. DeLeo            | 2:13  |
| 12. | Seven Caged Tigers                  | Weiland       | D. DeLeo            | 4:17  |

## Musiciens
- Scott Weiland: chant, percussions
- Robert DeLeo: basse, basse 6-cordes, guitares, vibraphone, clavecin, percussions, chœurs
- Dean DeLeo: guitares, basse
- Eric Kretz: batterie, percussions, piano Fender Rhodes sur Adhesive

avec
- Brendan O'Brien: piano, piano Fender Rhodes, percussions
- Dave Ferguson: trompette sur Adhesive

## Charts et certifications

### Album
Charts
| Pays                                 | Durée du classement | Meilleur classement | Date          |
| ------------------------------------ | ------------------- | ------------------- | ------------- |
| Allemagne (GfK Entertainment)        | 9 semaines          | 47e                 | 29 avril 1996 |
| Australie (ARIA Charts)              | 13 semaines         | 3e                  | 7 juin 1996   |
| Autriche (Ö3 Austria Top 40)         | 3 semaines          | 37e                 | 5 mai 1996    |
| Canada (RPM)                         | 29 semaines         | 5e                  | 8 avril 1996  |
| Écosse (Scottish Album Chart)        | 2 semaines          | 44e                 | 31 mars 1996  |
| États-Unis (Billboard 200)           | 50 semaines         | 4e                  | 13 avril 1996 |
| Finlande (Suomen virallinen lista)   | 6 semaines          | 18e                 | 7 avril 1996  |
| Norvège (VG-lista)                   | 2 semaines          | 27e                 | 7 avril 1996  |
| Nouvelle-Zélande (RMNZ Albums Top40) | 19 semaines         | 4e                  | 28 avril 1996 |
| Royaume-Uni (UK Albums Chart)        | 2 semaines          | 31e                 | 31 mars 1996  |
| Suède (Sverigetopplistan)            | 5 semaines          | 27e                 | 12 avril 1996 |
| Suisse (Schweizer Hitparade)         | 1 semaine           | 41e                 | 21 avril 1996 |

Certifications
| Pays             | Certification | Ventes      | Date              |
| ---------------- | ------------- | ----------- | ----------------- |
| Australie        | Or            | 35 000 +    | 1996              |
| Canada           | Platine       | 100 000 +   | 27 septembre 1996 |
| États-Unis       | 2 × Platine   | 2 000 000 + | 4 mai 1998        |
| Nouvelle-Zélande | Or            | 7 500 +     | 28 avril 1996     |

### Charts singles
| Single                              | Chart                    | Durée du classement | Position | Date             |
| ----------------------------------- | ------------------------ | ------------------- | -------- | ---------------- |
| Big Bang Baby                       | (Mainstream Rock Tracks) | 16 semaines         | 1er      | 4 mai 1996       |
| Big Bang Baby                       | (Alternative Songs)      | 15 semaines         | 2e       | 6 avril 1996     |
| Big Bang Baby                       | (Radio Songs)            | 13 semaines         | 28e      | 13 avril 1996    |
| Big Bang Baby                       | (ARIA Charts)            | 4 semaines          | 37e      | 2 juin 1996      |
| Big Bang Baby                       | (RPM Top Singles)        | 15 semaines         | 18e      | 10 juin 1996     |
| Trippin' on a Hole in a Paper Heart | (Mainstream Rock Tracks) | 26 semaines         | 1er      | 27 juillet 1996  |
| Trippin' on a Hole in a Paper Heart | (Alternative Songs)      | 26 semaines         | 3e       | 13 juillet 1996  |
| Trippin' on a Hole in a Paper Heart | (Radio Songs)            | 20 semaines         | 36e      | 20 juillet 1996  |
| Lady Picture Show                   | (Mainstream Rock Tracks) | 26 semaines         | 1er      | 18 janvier 1997  |
| Lady Picture Show                   | (Alternative Songs)      | 22 semaines         | 6e       | 7 décembre 1996  |
| Lady Picture Show                   | (Radio Songs)            | 14 semaines         | 53e      | 28 décembre 1996 |
| Lady Picture Show                   | (RPM Top Singles)        | 16 semaines         | 18e      | 16 décembre 1996 |
| Tumble in the Rough'                | (Mainstream Rock Tracks) | 15 semaines         | 9e       | 19 avril 1997    |
| Tumble in the Rough'                | (Alternative Songs)      | 4 semaines          | 36e      | 22 mars 1997     |

- Tumble in the Rough est uniquement sorti en single de promotion pour les médias